# Grzegorz Nowak
Cet article concerne un chef d'orchestre polonais. Pour le rameur d'aviron polonais, voir Grzegorz Nowak (aviron).
Pour les articles homonymes, voir Nowak.
Grzegorz Nowak (né le 15 août 1951 à Poznań - ) est un musicien et chef d'orchestre polonais contemporain.

## Biographie
Grzegorz Nowak voit sa carrière internationale s’ouvrir lorsqu’il gagne le Grand Prix du Concours de direction d’orchestre Ernest Ansermet à Genève. Il remporte aussi le Grand Prix Patek Philippe, Prix Suisse, Prix Rolex et le American Patronage Prize. L’année suivante, il décroche le Europäische Förderpreis für Musik pour le « Musicien Européen de l’Année ». Alors qu’il était professeur à l’Université BGSU (Ohio), il a été honoré du « Distinguished Teacher Award ». Il se voit attribuer le titre de « Honorary Professor » par l’Université d’Alberta. 
Sa carrière est l’aboutissement d’études approfondies, d’abord à l’Académie de musique de Poznań (direction, composition, violon), puis aux États-Unis, à la célèbre Eastman School of Music, parachevées avec une bourse Serge Koussevitzky à Tanglewood auprès de Leonard Bernstein, Seiji Ozawa, Erich Leinsdorf et Igor Markevitch. Kurt Masur l’invitera comme son assistant à l’Orchestre Philharmonique de New York. 
Dès lors, il est invité dans le monde entier par les orchestres les plus renommés, tels le Royal Philharmonic Orchestra, London Symphony Orchestra, orchestre National de France et orchestre Lamoureux à Paris, orchestre Philharmonique de Monte-Carlo, orchestre de l'Académie nationale de Sainte-Cécile à Rome, les orchestres RAI à Milan, Rome et Turin, orchestre de la Suisse romande à Genève, orchestre de la Tonhalle de Zurich, Berliner Symphoniker, Orchestre national de Belgique à Bruxelles, orchestre national d'Espagne à Madrid, orchestre Gulbenkian à Lisbonne, orchestre philharmonique et Radio à Oslo, orchestre Philharmonique royal et orchestre symphonique de la radio suédoise à Stockholm, orchestres Tivoli et Radio à Copenhague, orchestre philharmonique et orchestre symphonique de la radio finlandaise à Helsinki et Philharmonie Nationale à Varsovie. 
En Amérique du Nord, il a dirigé de grands orchestres, tels l'Orchestre symphonique de Montréal, Vancouver Symphony, Baltimore Symphony, Cincinnati Philharmonic, San Diego Symphony et Buffalo Philharmonic. Il a reçu maintes éloges pour ses performances en Orient avec les Orchestres Philharmonique et Yomiuri à Tokyo, Hong-Kong Philharmonic, Taipei Philharmonic à Taiwan, et le Jerusalem Philharmonic.
Nowak devient chef titulaire de plusieurs orchestres, dont les Edmonton Symphony Orchestra, Opéra National de Varsovie, Canadian Chamber Orchestra, SWR Rundfunkorchester Kaiserslautern et Sinfonia Helvetica. Il a également été le directeur artistique du festival « Musique & Amitié » en Suisse.
Il a dirigé des opéras à Monte Carlo, en Suisse, Italie, Allemagne, Pologne, Angleterre, Suède, États-Unis et Canada, dont les œuvres de Mozart (Le Nozze di Figaro, Don Giovanni, Die Entführung aus dem Serail, Così fan tutte, Die Zauberflöte), Rossini (Il Barbiere di Siviglia, Semiramide), Beethoven (Fidelio), Bizet (Carmen), Borodine (Le Prince Igor), Moniuszko (Halka, Le manoir hanté), Verdi (Othello, Don Carlos et la première polonaise de Simon Boccanegra), Puccini (Madame Butterfly, La Bohème, Turandot, Tosca – y compris en tournée avec le Welsh National Opera) et Debussy (Le Martyre de Saint Sébastien) retransmis par EUROVISION en direct de la Villa Medici à Rome. En 2006, il reçoit des critiques élogieuses au Maifestspiele Wiesbaden où il  dirige « André Chénier » de Giordano, une coproduction de l’Opéra Nationale de Varsovie avec Placido Domingo et son Opéra National à Washington. 
Ses enregistrements sur CD-ROM sont couronnés de nombreux prix et sont acclamés tant par les critiques que par le public. DIAPASON Paris décrète que son CD avec Martha Argerich et Sinfonia Varsovia sur label KOS est « indispensable… un must », et la deuxième édition de cet enregistrement gagne le Prix Fryderyk. Son CD avec Sinfonia Varsovia « Polish Symphonic Music of the 19th Century » obtient le prix CD de l’année, une nomination pour le Prix Fryderyk, ainsi que le Bronze Bell à Singapore. Le American Record Guide proclame son CD Gallo de Frank Martin avec le Biel Symphony comme étant « de loin le meilleur ». Les Piano Concerti de Chopin avec Janusz Olejniczak et Sinfonia Varsovia remporte des Prix Fryderyk et CD de l’année, et le CD avec Stanisław Drzewiecki et Sinfonia Varsovia est nommé pour le Prix Fryderyk. Son disque CBC avec la musique de Malcolm Forsyth enregistré avec le Edmonton Symphony gagne le Juno Award. Son CD avec Joanna Kozlowska et le Poznan Philharmonic pour CD-Accord est acclamé pour sa « superbe contribution de l’orchestre sous la direction de Grzegorz Nowak ». Le London Gramophone chante les louanges de son disque chez ASV avec le London Symphony Orchestra, et son CD chez Hänssler avec Anja Silja et la musique de Kurt Weill est proclamé « l’un des grands disques vocaux de l’année ». 
G. Nowak accompagne les solistes contemporains les plus illustres, dont les pianistes Martha Argerich, Vladimir Ashkenazy, Dickran Atamian, Jorge Bolet, Yefim Bronfman, Rudolf Buchbinder, Aldo Ciccolini, Michel Dalberto, Pascal Devoyon, Brigitte Engerer, Laure Favre-Kahn, Janina Fialkowska, Leon Fleisher, Peter Foke, Nelson Freire, François-Frédéric Guy, Ingrid Haebler, Angela Hewitt, Stephen Hough, Anton Kuerti, Hans Legraf, Elisabeth Leonskaja, Oleg Maisenberg, Tatiana Nikolaïeva, Garrick Ohlsson, Jon Kimura Parker, Maria João Pires, Pascal Rogé, Peter Rösel, Mikhail Rudy, Katia Skanavi, Dang Thai Son, James Tocco, Alexander Toradze, André Watts, Mark Zeltser et Lilya Zilberstein. Il a collaboré souvent avec Krystian Zimerman, dont des tournées en Suisse, Italie et Espagne. 
Il a œuvré avec de grands violonistes comme Pierre Amoyal, Nina Belina, Boris Belkin, Olivier Charlier, Augustin Dumay, Franco Gulli, Yuzuko Horigome, Nigel Kennedy, Tasmin Little, Anne-Akiko Mayers, Midori[Qui ?], Shlomo Mintz, Anne-Sophie Mutter, Igor Oistrakh, Raphael Oleg, Elmar Oliveira, Dominique Pasquie, Joseph Silverstein, Adam Taubitz, Nemanja Radulovic, Vadim Repine, Gil Shaham, Henryk Szeryng, Antje Weithaas, Wanda Wilkomirska et Pinchas Zukerman. 
Il a travaillé avec de célèbres violoncellistes tels Ofra Harnoy, Matt Heimovitz, Gary Hoffman, Antônio Meneses, Mstislav Rostropovich, Raphael Wallfisch et Wen-Sinn Yang, et avec des virtuoses comme Maurice André, Ole Edvard Antonsen, Yuri Bashmet, Gérard Caussé, Élisabeth Chojnacka, Timofei Dokshitzer, Patrick Gallois, David Hickman, Michel Lethiec, Christian Lindberg, Sergej Nakariakov et Michel Portal. 
Dans le domaine lyrique, il a collaboré avec les grands chanteurs de notre temps, dont Janet Baker, Kathleen Battle, Tatiana Borodina, Wojtek Drabowicz, Wilhelmenia Fernandez, Ben Heppner, Marilyn Horne, Kristjàn Johannsson, Gwyneth Jones, Solveig Kriglebotn, Victor Lutsiuk, Wieslaw Ochman, Françoise Pollet, Thomas Quasthoff, Ewa Podles, Helene Schneiderman, Anja Silja, The Swingle Singers, Élizabeth Vidal et Malgorzata Walewska.

## Appréciations
« exceptionnel… en toute façon de pair avec et même surpassant la superbe version enregistrée par Sir Georg Solti avec le Chicago Orchestra chez Decca… la vitalité du morceau est captée parfaitement par le London Symphony Orchestra. »  Gramophone, London
« C’est le meilleur enregistrement actuellement disponible…  Du début à la fin, l'exécution est simplement merveilleuse. Nowak dirige l’orchestre de Kaiserslautern en exprimant subtilement les coloris sardoniques et légers de la musique de Weill, ce qui confère à cet enregistrement une force et une clarté inégalées. Il est difficile d’imaginer une exécution plus vive, plus alerte. » Classics Today
« On ne saurait imaginer exécution plus profonde. Les musiciens de l'Orchestre Symphonique de Montréal étaient sublimes. »  The Gazette, Montréal
« l'orchestre… mené avec un grand sens des timbres et des atmosphères par Grzegorz Nowak est impeccable… un des grands disques vocaux de l'année. »  Christophe Hus
« Grzegorz Nowak est certainement l'un des plus remarquables parmi tous les chefs que Dutois nous a amenés … le jeune chef a obtenu de l'orchestre galvanisé une exécution prodigieuse. »  La Presse, Montréal

## Discographie
| Date | Orchestre                                      | Œuvres | Soliste, Prix | Label                                      |
| ---- | ---------------------------------------------- | --- | --- | ------------------------------------------ |
| 2007 | Royal Philharmonic Orchestra                   | Mendelssohn: Symphony No. 3 'Scottish' Mendelssohn: Symphony No. 4 'Italian' | | RPO SP 011                                 |
| 1985 | London Symphony Orchestra                      | Bartók: Dance Suite Ravel: Daphnis et Chloé | | ASV CD DCA 1794                            |
| 2006 | London Symphony Orchestra                      | Ravel: Daphnis et Chloé | | Union Square                               |
| 1993 | Sinfonia Varsovia                              | Rossini: L'Italiana in Algeri Chopin: Piano Concerto No. 1 Mendelssohn: Symphony No. 4 'Italian' | Martha Argerich | KOS CD S1-002K                             |
| 2000 | Sinfonia Varsovia                              | Chopin: Piano Concerto No. 1 Chopin: Piano Concerto No. 2 | Martha Argerich Arthur Rubinstein Prix Fryderyk | CD-Accord ACD 080                          |
| 2004 | SWR Rundfunkorchester Kaiserslautern           | Weill: Les Sept Péchés capitaux Weill: Quodlibet | Anja Silja Julius Pfeifer, Alexander Yudenkov, Bernhard Hartmann, Thorsten Müller Classical Internet Award French Classical Internet Award                                             | hänssler CLASSIC CD 93.109                 |
| 2006 | SWR Rundfunkorchester Kaiserslautern           | Czerny: Symphony No. 2 op. 781 ‘Grande Symphony’ Czerny: Symphony No. 6 in G minor | world premiere recording | hänssler CLASSIC CD 93.169                 |
| 1995 | Sinfonia Varsovia                              | Kurpinski: Two Huts (Dwie Chatki) Dobrzynski - Monbar Moniuszko - The Fairy Tale (Bajka) Zelenski - In the Tatra Mountains (W Tatrach) Noskowski - The Steppes (Step) | CD of the Year Bronze Bell Award (Singapore) Fryderyk Nomination | CD Accord-PolyGram ACD 019                 |
| 1995 | Sinfonia Varsovia                              | Chopin: Piano Concerto No. 1 ChopinPiano Concerto No. 2 | Janusz Olejniczak CD of the Year Prix Fryderyk | CD-Accord-PolyGram-Rhône-Poulenc ACD 013   |
| 2005 | Poznań Philharmonic                            | Puccini: •Sì, mi chiamano Mimi – La Boheme (Mimi) •Donde lieta usci al tuo grida d’amore – La Boheme (Mimi) •Un bel dì, vedremo – Madame Butterfly (Butterfly) •Tu…Piccolo Iddio – Madame Butterfly (Butterfly) •Signore ascolta – Turandot (Liù) •Tu che di gel sei cinta – Turandot (Liu) •Vissi d’arte – Tosca (Tosca) •O moi babbino caro – Gianni Schicchi (Lauretta) Verdi: •Pace moi Dio – La Forza del Destino (Leonora) •Era piu calmo?… Emilia, te ne prego… Piangea cantando… Ave Maria – Otello (Desdemona)                                                                                           | Joanna Kozlowska | CD Accord ACD 135-2                        |
| 2005 | Sinfonia Helvetica & Deutsches Kammerorchester | Dvorak: • Cello Concerto in B-minor, Op. 104 • Polonaise A-Dur, B. 94 • Silent Woods, Op. 68, No. 5 • Rondo g-moll, Op. 94 | Wen-Sinn Yang | ARTS 47638-2                               |
| 1998 | Edmonton Symphony Orchestra                    | Malcolm Forsyth: •Electra Rising •Valley of a Thousand Hills •Tre Vie | Amanda Forsyth, violoncello Bill Street, saxophone Juno Award | CBC SMCD 5180                              |
| 1990 | Biel Symphony Orchestra                        | Martin - Violin Concerto Baer - Violin Concerto Meier - Trames I-IV | Piotr Milewski, violin | Gallo Records CD-582                       |
| 1996 | Sinfonia Varsovia                              | Wieniawski - Violin Concerto No. 1 Wieniawski - Violin Concerto No. 2 | Piotr Plawner Bartek Niziol Fryderyk Nomination | CD Accord – PolyGram ACD 024-2 / 456 087-2 |
| 2007 | Orchestre de Bretagne                          | Tchaïkovski - Piano Concerto No. 1 Chopin - Piano Concerto No. 2 | Laure Favre-Kahn | TRANSART LIVE TR 151                       |
| 2005 | Poznań Philharmonic                            | Mozart: •Don Giovanni – Champagne Aria •Le Nozze di Figaro – Aria of Count ‘Hai già vinta la causa!' Verdi: •La Traviata – Aria of Germont ‘Di Provenza li Mar’ •Rigoletto – Aria of Rigoletto ‘Cortigiani’ Borodine: Le Prince Igor - Aria of Igor Tchaïkovski •Eugène Onéguine – Aria of Oniegin •Yolande – Aria of Robert •La Dame de pique – Aria of Jeletzky Bizet: Carmen – Aria of Torreador Wagner: Tannhäuser – Song of Wolfram | Wojtek Drabowicz | DUX 0494                                   |
| 1995 | Warsaw National Philharmonic                   | J.S. Bach •Piano Concerto BWV 1052 in D Minor •Piano Concerto BWV 1054 in D Major •Piano Concerto BWV 1056 in F Minor | Piotr Folkert | Arti PD 3001                               |
| 2007 | SWR Rundfunkorchester Kaiserslautern           | Weill - Quodlibet | | hänssler CLASSIC                           |
| 2001 | Sinfonia Varsovia                              | Moniuszko – Mazurka from opera Le manoir hanté | Platine | DUX 0334A05100 92                          |
| 1992 | Gävle Symphony                                 | Malmlöf-Forssling - Shanti, shanti | Anita Soldh | Bluebell ABCD 069                          |
| 2001 | Sinfonia Varsovia                              | Moniuszko – Bajka Chopin - Piano Concerto No. 2 Noskowski – The Steppes | Janusz Olejniczak | CD Accord ACD 019-2 SE                     |
| 2001 | London Symphony Orchestra                      | Ravel – Daphnis et Chloé | | ASV Quicksilva ASQ 6126                    |
| 1991 | London Symphony Orchestra                      | Wieniawski – Violin Concerto No. 1 in F sharp Minor Saint-Saëns - Violin Concerto No. 3 in B Minor | Takashi Shimizu | Platz-Nippon Columbia PLCC-550             |
| 1995 | Sinfonia Helvetica                             | Moussorgski/Gorchakov – Pictures at an Exposition Prokofiev - Romeo & Juliet (selections G. Nowak) | | Sonoris SCD 5158                           |
| 2000 | Sinfonia Varsovia                              | Chopin – Piano Concerto No. 1 | Stanislaw Drzewiecki · Fryderyk Nomination · Or | CD Accord ACD 019-2 SE                     |
| 1992 | Sinfonia Helvetica                             | Poulenc - Sinfonietta Ravel - Le Tombeau de Couperin, Prokofiev - Classical Symphony | | Sonoris SCD 5152                           |
| 1993 | Sinfonia Helvetica                             | Stravinsky - Firebird (1919) Liszt - Les Préludes Borodine - Dans les steppes d'Asie centrale Rossini - Wilhelm Tell Overture | | Sonoris SCD 5153                           |
| 2000 | Edmonton Symphony Orchestra                    | Smetana - Ma Vlast (My Homeland, original 1874-75 version) Janáček - Moravian Dances | | MCE 5001                                   |
| 1999 | Sinfonia Helvetica                             | Schumann •Piano Concerto •Cello Concerto | Nelson Goerner, piano Wen-Sinn Yang, violoncello | SCD 5162                                   |
| 2003 | SWR Rundfunkorchester Kaiserslautern           | Leoncavallo – Der Bajazzo: Glockenchor Weber – Der Freischütz: •Ouvertüre •Chor der Jäger •Chor der Brautjungfern Nicolai – Die lustigen Weiber von Windsor: •Ouvertüre •Mondchor Smetana – Die verkaufte Braut: •Tanz der Komödianten •Eingangschor Mascagni – Cavalleria rusticana: Vorspiel und Chor der Landleute Wagner – Le Vaisseau fantôme: •Matrosenchor •Chor der Spinnerinnen Verdi – Nabucco: Gefangenchor ‘Va pensiero’ Bizet - Carmen: •Vorspiel •Chor der Zigarettenarbeiterinnen Gounod – Margarethe: Chor der Soldaten Donizetti – Don Pasquale: Dienerchor Verdi – Der Troubadour: Zigeunerchor | Staatschor der Republik Lettland ‘Latvija’ | Bodensee-Festival BSF 03/1-2               |
| 2003 | SWR Rundfunkorchester Kaiserslautern           | Kodály – Tänze aus Galánta | | hänssler CLASSIC                           |
| 2003 | SWR Rundfunkorchester Kaiserslautern           | Hindemith – Tuttifäntchen | | BBC MUSIC VOL. 12 NO. 4                    |
| 1998 | SWR Rundfunkorchester Kaiserslautern           | Chopin - Andante spianato et Grande Polonaise brillante op. 22 Szymanowski - Lied der Roxana aus der Oper ‘König Roger’ Szymanowski - Ballett ‘Harnasie’ - Tanz der Bergbauern Lutoslawski - Kleine Suite für Orchester: Fujarka, Tanz | Ewa Kupiec | Bodensee-Festival BSF 98/1-2               |
| 2004 | Sinfonia Varsovia                              | Wieniawski - Violin Concerto No. 2 | Bartek Niziol | TMHW 1001                                  |
| 1992 | Sinfonia Helvetica                             | Rossini - Overture La scala di Seta Tchaïkovski - Rococo Variations Mozart - Die Entführung: ‘Wer ein Liebchen hat gefunden’ Mozart - Le Nozze di Figaro: ‘Se vuol ballare’ Mozart - Die Zauberflöte: ‘In diesen heil'gen Hallen’ Debussy - Danse sacrée et profane J.S. Bach - Concerto for 2 Violins Mozart - ‘Exsultate, Jubilate’ | Juliana Gondek, soprano Marie-Pierre Langlamet, harp Yuzuko Horigome & Barbara Gorzynska, violins Marek Gasztecki, bass Leonid Gorokhov, violoncello                                   | Sonoris SCD 101                            |
| 1993 | Sinfonia Helvetica                             | Rossini - Overture L'Italiana in Algeri Mozart - Die Entführung us dem Serail ‘Solche hergelauf'ne Laffen’ (Osmin) Mozart - Don Giovanni ‘Catalogue Aria’ (Leporello) Vivaldi - Concerto for 4 violins in B-minor Bellini - Aria ‘Oh! quante volte’ from ‘I Capuleti e I Montecchi’ Mozart - Symphonia Concertante | Hideko Kobayashi, viola Naoko Okada, soprano Natalia Morozova, Jacek Klimkiewicz, Marek Kowalski, Krzysztof Wegrzyn, Robert Zimansky – violins                                         | Sonoris SCD 103                            |
| 1994 | Sinfonia Helvetica                             | Rossini - Overture Wilhelm Tell J.S. Bach - Brandenburg Concerto No. 4 Vivaldi - Concerto for 4 Violins Mozart - La Clemenza di Tito: ‘Parto, Parto’ Dvorak - Polonaise Mozart - Die Zauberflütte ‘O Isis und Osiris’ Verdi - Simon Boccanegra: ‘Il Lacerato Spirito’ Wieniawski - Faust Fantasy | Helene Schneiderman, mezzosoprano Marek Gasztecki, bass Wen-Sinn Yang, violoncello Krzysztof Baranowski, Piotr Milewski, Bartlomiej Niziol, Krzysztof Plawner, Jan Stanienda – violins | Sonoris SCD 105                            |
| 1995 | Sinfonia Helvetica                             | Bizet - Carmen: Habanera Bizet - Carmen: Seguidilla Glazunov - Violin Concerto in A Minor, Op. 82 Tchaïkovski - Eugène Onéguine: Aria of Prinz Gremin Verdi - Don Carlos: Aria of Philip Wagner - Tristan und Isolde: Prelude & Lovedeath | Helene Schneiderman, mezzosoprano Marek Gasztecki, bass Piotr Milewski, violin | Sonoris SCD 107                            |
| 1996 | Sinfonia Helvetica                             | Rossini - Il Barbiere di Siviglia Overture Vivaldi - 4 Seasons: Winter Mozart - ‘Ch'io mi scordi di te’ Fauré - Flute Fantasy J.S. Bach - Andante from Suite for solo violin Saint-Saëns - Havanaise Richard Strauss - Serenade op. 11 Rossini - Cenerentola Overture | Pierre Amoyal, Bartlomiej Niziol, Jan Stanienda - violins Jane Irwin, mezzosoprano Stphane Réty, flute                                                                                 | Sonoris SCD 108                            |
| 1998 | Sinfonia Helvetica                             | Vivaldi - Concerto pour 2 violons en la mineur Janáček - Sonate pour violon et piano Saint-Saëns - Morceau de Concert Sarasate - Navarra Rachmaninov - Piano Concerto No. 2, op. 18 | piano: Pascal Rogé, François Killian violins: Akiko Tanaka, Marek Kowalski, Jan Stanienda, Radoslaw Szulc Hervé Joulain, cor                                                           | Sonoris SCD 109                            |
| 1999 | Sinfonia Helvetica                             | Mozart - ‘Impressario’ Overture, K. 486 J.S. Bach - Concerto for oboe and violin, BWV 1060 Vivaldi - Concerto for two violoncellos in G Minor Mozart - Horn Concerto No. 3 in E flat Major, K. 447 Bottesini - Grand Duo Concertante | Bartek Niziol & Radoslaw Szulc, violin Birgit Welpmann, oboe Lidia Grzanka-Urbaniak & Stefan Rieckhoff, violoncellos Piotr Stefaniak, contrabass Hervé Joulain, co                     | Sonoris SCD 110                            |
| 1996 | Sinfonia Varsovia                              | Wieniawski - Violin Concerto No. 1 in F sharp Minor Wieniawski - Violin Concerto No. 2 in D Minor | Piotr Plawner & Bartek Niziol | Henryk Wieniawski Society                  |
| 1994 | Sinfonia Helvetica & Deutsches Kammerorchester | Dvorak: •Cello Concerto in B-minor, Op. 104 • Polonaise A-Dur, B. 94 •Silent Woods, Op. 68, No. 5 •Rondo g-moll, Op. 94 | Wen-Sinn Yang | Sonoris SCD 5154                           |
| 1996 | Poznań PHILHARMONIC                            | Lalo – Spanish Symphony Wieniawski – Violin Concerto No. 1 | Akiko Tanaka Reiko Otan | TMHW 1996-2                                |
| 1984 | Biel Symphony Orchestra                        | Haydn - Symphony No. 92 ‘Oxford’ | | Suisa MH CD 75.2                           |
| 1986 | Biel Symphony Orchestra                        | Chostakovitch - Cello Concerto No. 1 | Wen-Sinn Yang | Suisa MH CD 77.2                           |
| 1987 | Biel Symphony Orchestra                        | Martin - Ballade for Viola & Orchestra Haug - Trumpet Concerto | Ole Edvard Antonsen, trumpet Hong-Mei Xiao, viola | Suisa MH CD 70.2                           |
| 2001 | Hammerhead Consort                             | Orff - Carmina Burana | Aleksandra Kurzak Marek Gasztecki Calgary Girls Choir | Suisa MH CD 70.2                           |
| 1984 | Biel Symphony Orchestra                        | Martin - Athalie Overture Haydn - Symphonie No. 92 ‘Oxford’ | | Suisa MH SE-8                              |
| 1983 | Bowling Green Philharmonia                     | Francesconi - Viaggiatore Insonne | | Access S-10                                |